# Réunion
Réunion je ostrov v Indickém oceánu, který je zámořským departementem a regionem Francie. Jedná se o ostrov ze souostroví Maskarény, které se nachází přibližně 679 km východně od ostrova Madagaskar a 175 km jihozápadně od ostrova Mauricius. K lednu 2023 měl ostrov 873 102 obyvatel. Hlavním a největším městem je Saint-Denis.
Réunion byl neobydlený, dokud se na ostrově v 17. století neusadili francouzští přistěhovalci a koloniální poddaní. Jeho tropické klima vedlo k rozvoji plantážní ekonomiky zaměřené především na pěstování cukrové třtiny; pro práci na plantážích byli dovezeni otroci z východní Afriky. Po zrušení otroctví v 19. století byli dovezeni Vietnamci, Číňané a Indové jako smluvní pracovníci. Dnes je největší podíl populace smíšeného původu, zatímco převládající jazyk je réunionština, ačkoli francouzština zůstává jediným úředním jazykem.
Od roku 1946 je Réunion spravován jako francouzský region, a je tak politicky k nerozeznání od svých protějšků v metropolitní Francii. V důsledku toho je nejvzdálenějším regionem Evropské unie a součástí eurozóny;  Spolu s francouzským zámořským departementem Mayotte je to jediná oblast eurozóny na jižní polokouli. Díky své strategické poloze si Francie udržuje velkou vojenskou přítomnost.

## Název
Původně neobydlený ostrov byl od 10. století navštěvován arabskými námořníky, kteří jej nazývali Dina Maghrabin, tj. Západní ostrov. Portugalský mořeplavec Pedro Mascarenhas, který na ostrově přistál v den svaté Apolonie, 9. února 1507, jen nazval jménem této světice a jako Santa Apolonia byl ostrov zakreslen v portugalských mapách. V roce 1649, kdy toto území již patřilo Francii, byl dle přání Ludvíka XIII. ostrov přejmenován na Île Bourbon. Po pádu monarchie ve Francii byl ostrov 19. března 1793 přejmenován na Réunion, údajně na paměť historického sjednocení revolucionářů z Marseille a příslušníků pařížské národní gardy, k němuž došlo v srpnu 1792 v době Velké francouzské revoluce.

## Historie
Francie formálně zabrala Réunion (tehdy Île-de-Bourbon) v roce 1638 a v roce 1642 jej začala osídlovat. Od roku 1674 byl v držení Compagnie des Indes Orientales (francouzské Východoindické společnosti) přejmenované ve 20. letech 18. století na Compagnie des Indes (Společnost Indií). Od roku 1718 jí fakticky patřil i sousední Mauricius (tehdy Île-de-Maurice, od roku 1722 Île-de-France) a z nich ovládla i všechny další neobydlené ostrovy v západní části Indického oceánu, především od roku 1744 Seychely (tehdy Îles de La Bourdonnais, 1756 zabrány jako Îles de Séchelles) nebo Čagoské ostrovy (dnes součást Britského indickooceánské území) atp. Všechny tyto ostrovy kromě Réunionu ale ztratila v roce 1814 po skončení napoleonských válek a mauricijského tažení. Součástí Francie je od té doby nepřetržitě. V roce 1946 se stal zámořským departementem a v roce 2003 i zámořským regionem.

## Symboly
Réunion, francouzské závislé území, užívá vedle francouzských symbolů i své vlastní.

### Vlajka
Do roku 2003 proběhlo několik soutěží o návrh vlajky tohoto území, žádný však nebyl oficiálně přijat. Nejčastěji je jako neoficiální vlajka uváděn návrh z roku 1975, tvořený modrým listem o poměru stran 2:3 s červeným klínem při dolním okraji listu, sahajícím do středu vlajky, se   žlutými paprsky z vrcholu trojúhelníku dotýkající se okrajů vlajky.

### Znak
Réunionský znak vytvořil Émile Merwart v roce 1925.

## Geografie

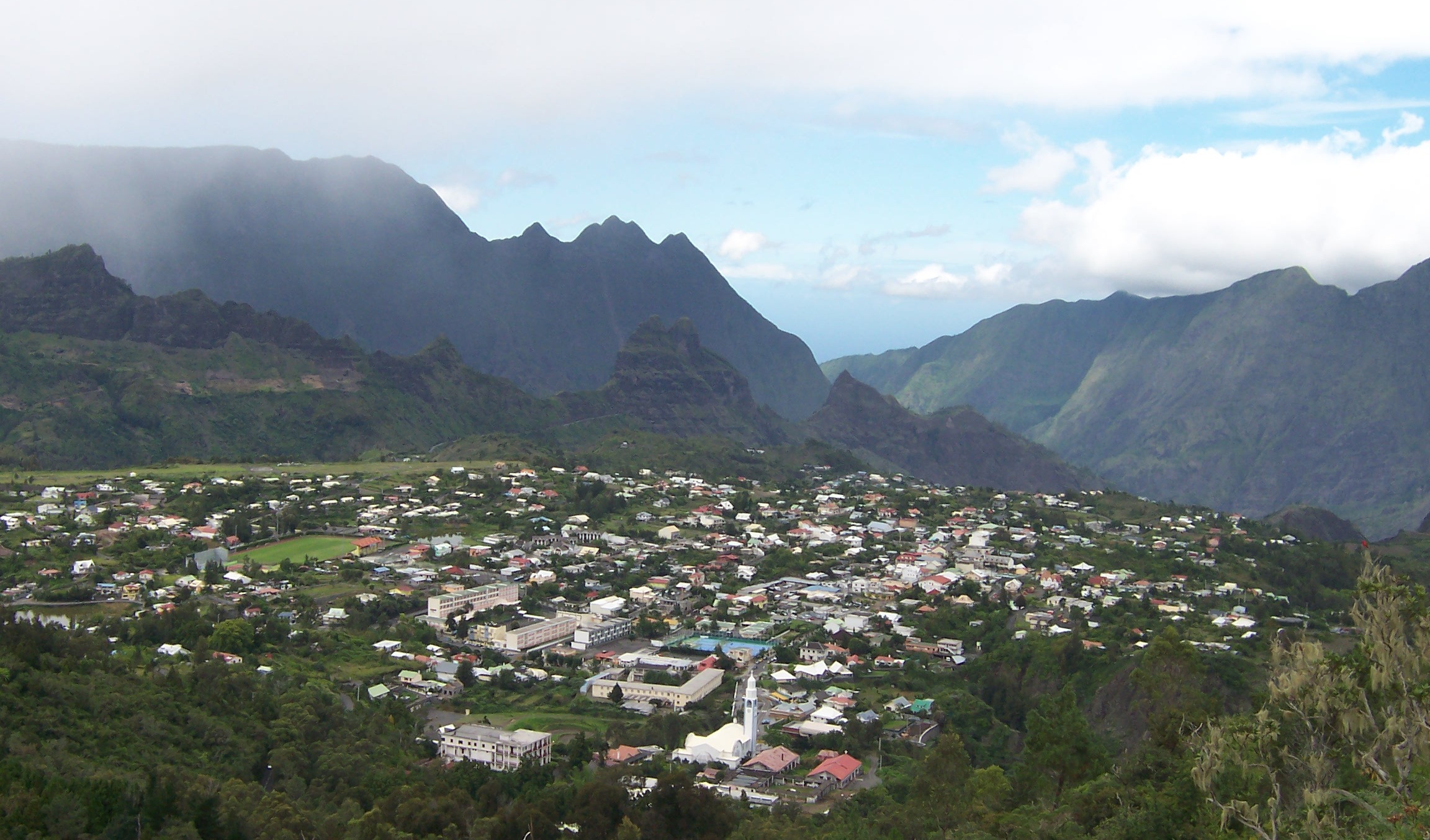
Město Cilaos v kaldeře v centrální části ostrova

Réunion spolu s Mauriciem a Rodriguesem tvoří souostroví Maskarény, ležící východně od ostrova Madagaskar. Nejvyšší horou je Piton des Neiges měřící 3 069 metrů, ale na ostrově se nachází také 2 631 metrů vysoká činná štítová sopka, která nese jméno Piton de la Fournaise a je nejaktivnější sopkou na Zemi. 40 % rozlohy ostrova zaujímá stejnojmenný národní park Réunion, který je zapsán na seznamu světového přírodního dědictví UNESCO.

## Obyvatelstvo

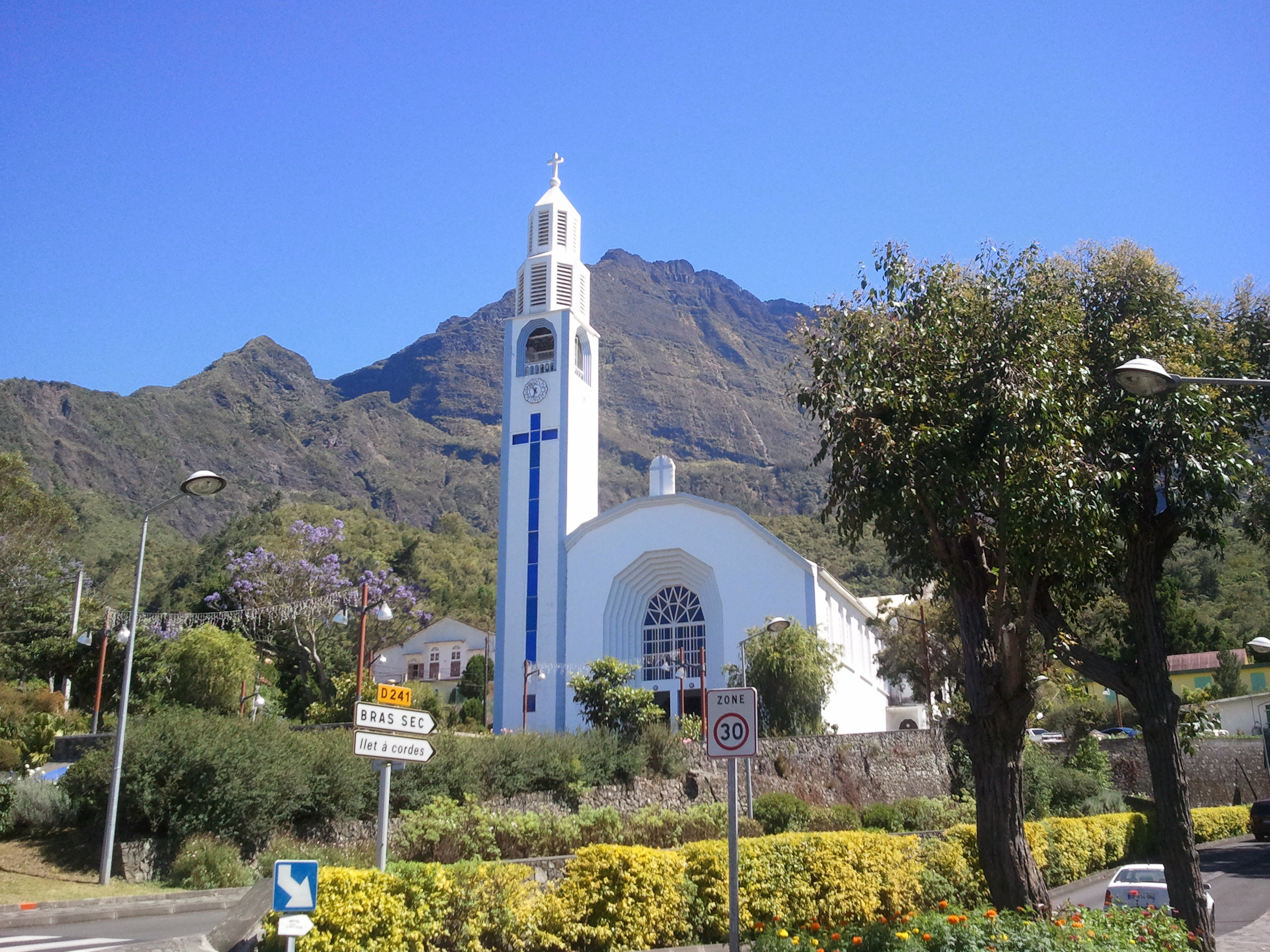
Katolický kostel na Réunionu

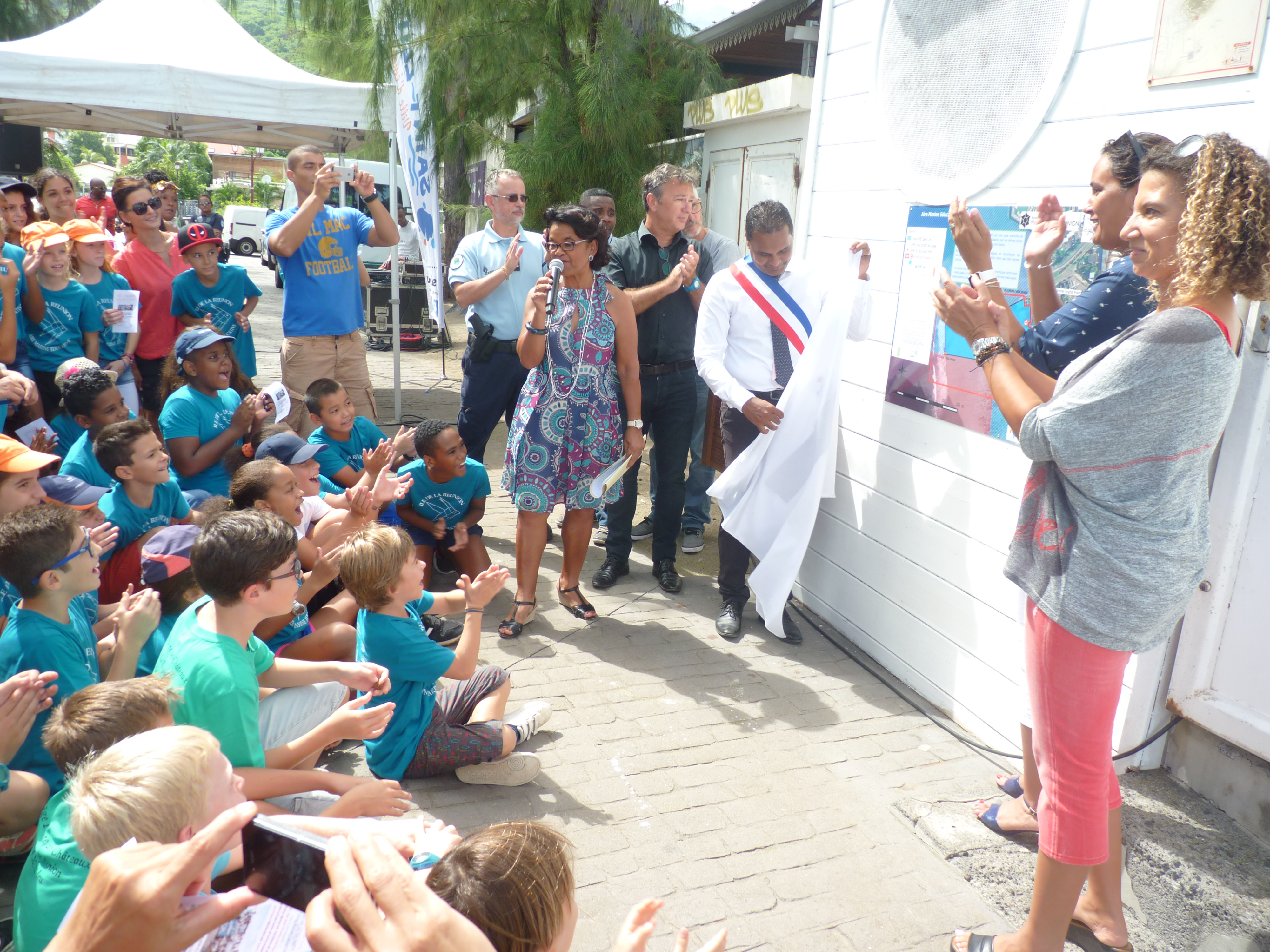
Obyvatelé Réunionu

Hlavním městem této nejlidnatější zámořské části Francie je Saint-Denis, ležící na severním pobřeží ostrova. Další velké město, které se nachází na jihu, se nazývá Saint-Pierre. Na ostrově žije více než 800 tisíc obyvatel, většina z nich jsou potomci Afričanů, Indů, Malgašů, Číňanů a francouzských osadníků, zejména z Normandie. Před jejich příchodem nebyl ostrov trvale obydlen. Mezi obyvatelstvem lze rozlišit pouze novodobé přistěhovalce z vlastní (metropolitní) Francie, kteří tvoří přibližně 12 % obyvatel, a starousedlíky. Odhaduje se, že obyvatelé evropského původu tvoří zhruba čtvrtinu populace, přibližně 25 % obyvatel je jihoindického původu a 3 % populace je čínského původu. Zbytek obyvatel Réunionu tvoří především lidé afrického a malgašského původu a míšenci, protože první francouzští osadníci měli často potomky s africkými a malgašskými ženami. 
Obyvatelé ostrova používají při vzájemném styku tzv. kreolizovanou francouzštinu – réunionštinu, v tomto případě vzniklou z normanské francouzštiny a zejména malgaštiny. V úředním styku převládá francouzština, která je úředním jazykem.
Většina obyvatel je křesťanského vyznání, ale na ostrově žijí také početné menšiny hinduistů a muslimů.

## Ekonomika

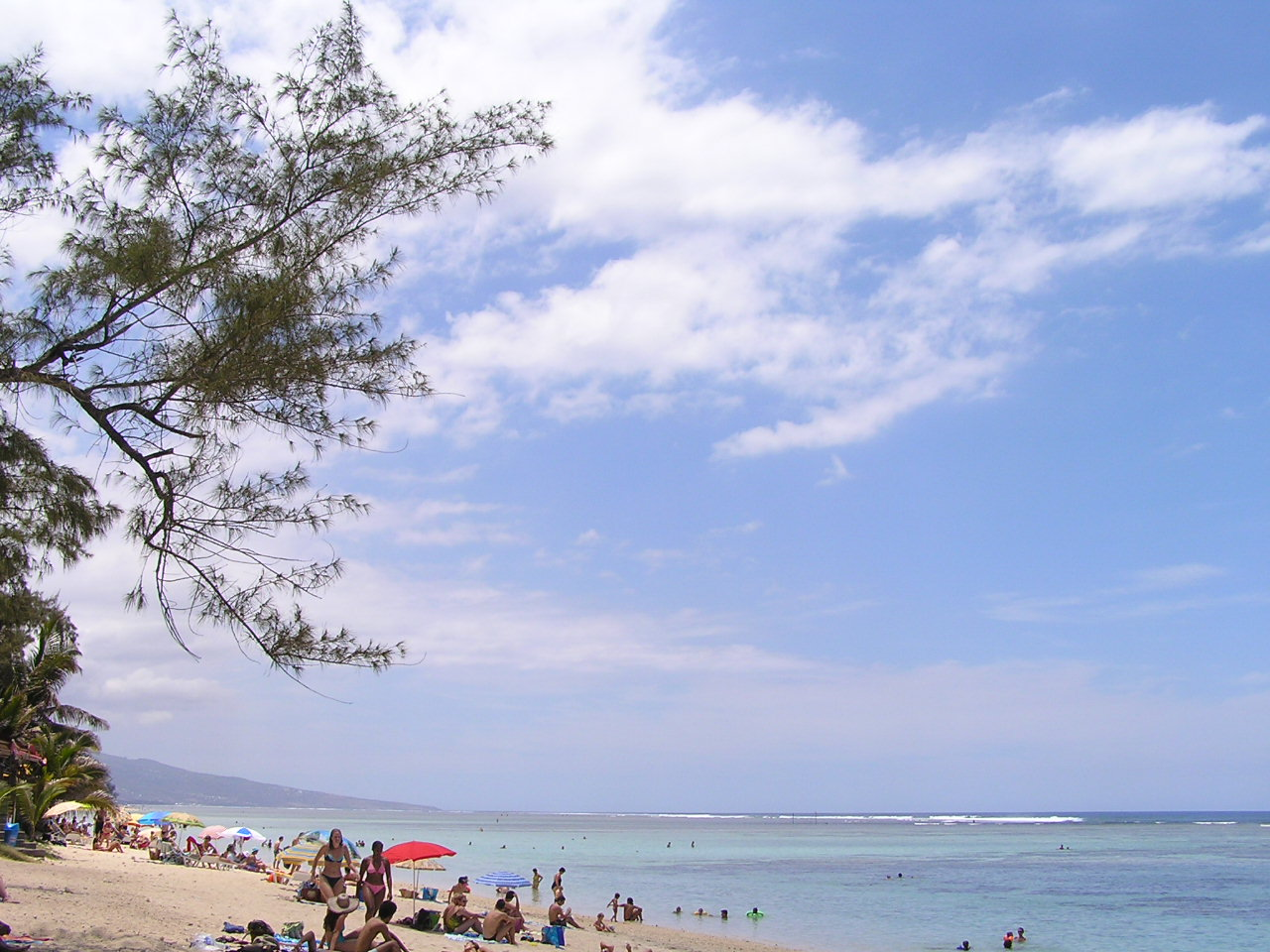
Pláž v severní části ostrova

Réunion je malým ostrovem s omezenými zemědělskými plochami, což omezuje jeho exportní možnosti. Zemědělství a potravinářský průmysl jsou vedle turismu klíčovými odvětvími ekonomiky. Zemědělské území pokrývající 20 % rozlohy ostrova zaměstnává 10 % aktivního obyvatelstva, vytváří 5 % hrubého regionálního produktu.
Klíčovými vývozními produkty z ostrova Réunion jsou:
1. Cukrová třtina: Cukr, melasa a další cukrové produkty jsou hlavním exportním artiklem. Melasa se také využívá při výrobě rumu.
2. Rum: je vyráběn zejména z melasy. Tento rum má výbornou reputaci a exportuje se do různých částí světa. Mezi nejvýznamnější producenty rumu z Réunionu patří Savanna[5]  a Riviere du Mat.[6]
3. Vanilka: Vanilka z Reunionu je ceněna pro svou bohatou chuť a vůni. Ceněná je především Modrá vanilka, která  v roce 2016 získala tři hvězdičky s komentářem "výjimečný produkt" v soutěži Superior taste awards pořádané International Taste & Quality Institute.[7]

## Správa ostrova
Réunion je francouzským departementem (č. 974), obyvatelé ostrova už dřív v referendu s tímto stavem vyslovili souhlas. Administrativně je ostrov rozdělen do 4 arrondisementů, které se dále dělí na 25 kantonů a 24 obcí. Arrondisementy a kantony slouží především k administraci voličů a statistice a nemají žádné zastupitelstvo, zatímco obce jsou samosprávné s voleným zastupitelstvem (obecní rada).
| Kód  | Arrondisement | Obyvatelstvo | Rozloha (km²) | Hustota zalidnění (obyv./km²) | Počet obcí |
| ---- | ------------- | ------------ | ------------- | ----------------------------- | ---------- |
| 9741 | Saint-Denis   | 198 013      | 287,84 km²    | 688 ob./km²                   | 3          |
| 9742 | Saint-Pierre  | 289 896      | 942,84 km²    | 307 ob./km²                   | 10         |
| 9743 | Saint-Benoît  | 118 620      | 735,84 km²    | 161 ob./km²                   | 6          |
| 9744 | Saint-Paul    | 209 835      | 537,20 km²    | 391 ob./km²                   | 5          |

Hlavou Réunionu, který je plnoprávnou součástí Francie, je francouzský prezident. Nejvyšším představitel každého francouzského regionu je prezident regionální rady. Réunion má 7 zástupců v dolní komoře francouzského parlamentu (Národní shromáždění) a 3 v horní komoře (Senát).

## Rodáci
- Louis-Charles Mahé de La Bourdonnais (~1797–1840), francouzský šachový mistr
- Roland Garros (1888–1918), francouzský letec a stíhací pilot v první světové válce
- Michel Houellebecq (* 1958), francouzský spisovatel.
- Dimitri Payet (* 1987), francouzský fotbalista
- Guillaume Hoarau (* 1984), francouzský fotbalista
- Jackson Richardson (házená)
- Jeremy Flores (surf)

## Galerie

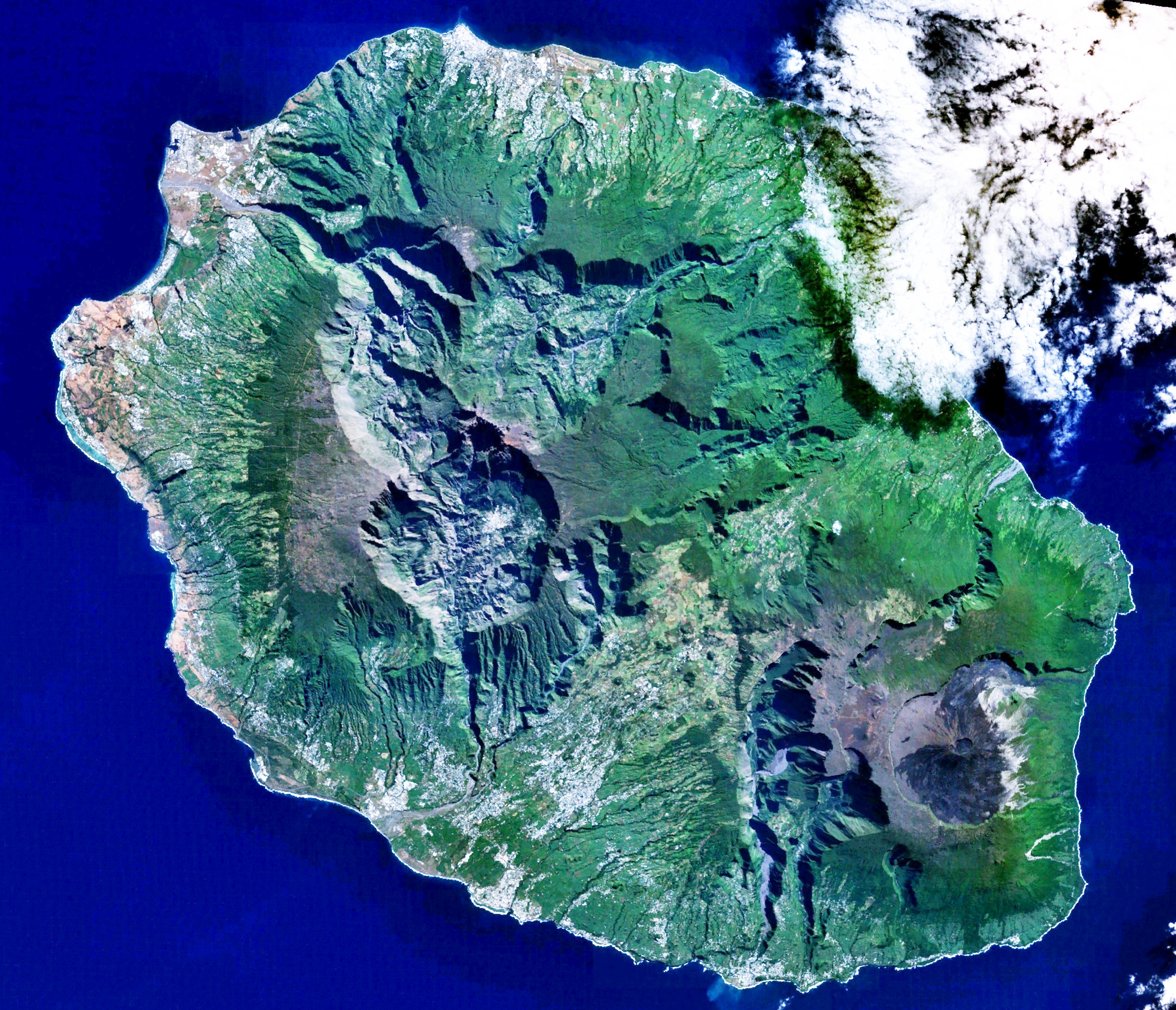
Satelitní snímek ostrova
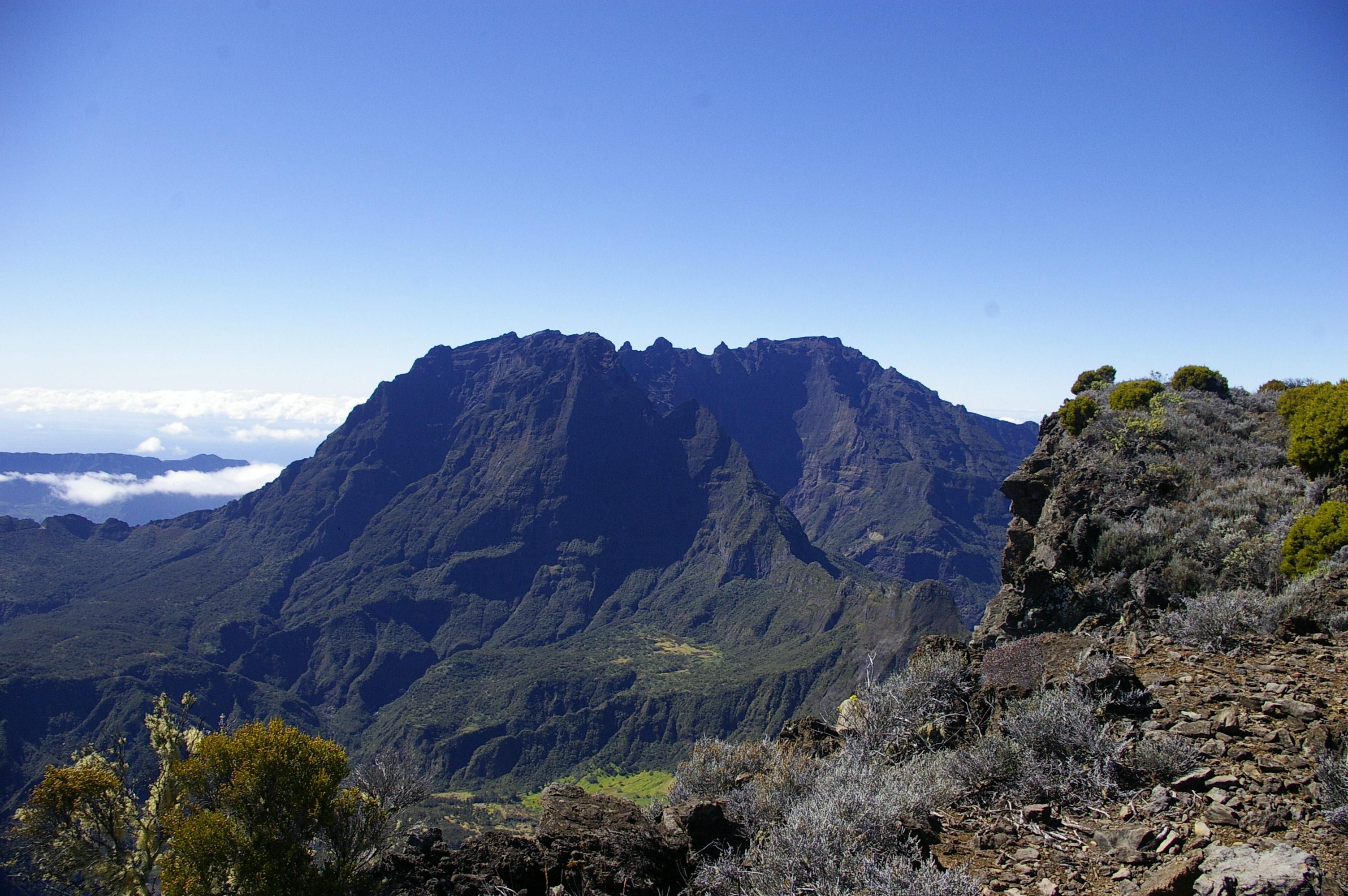
Piton des Neiges
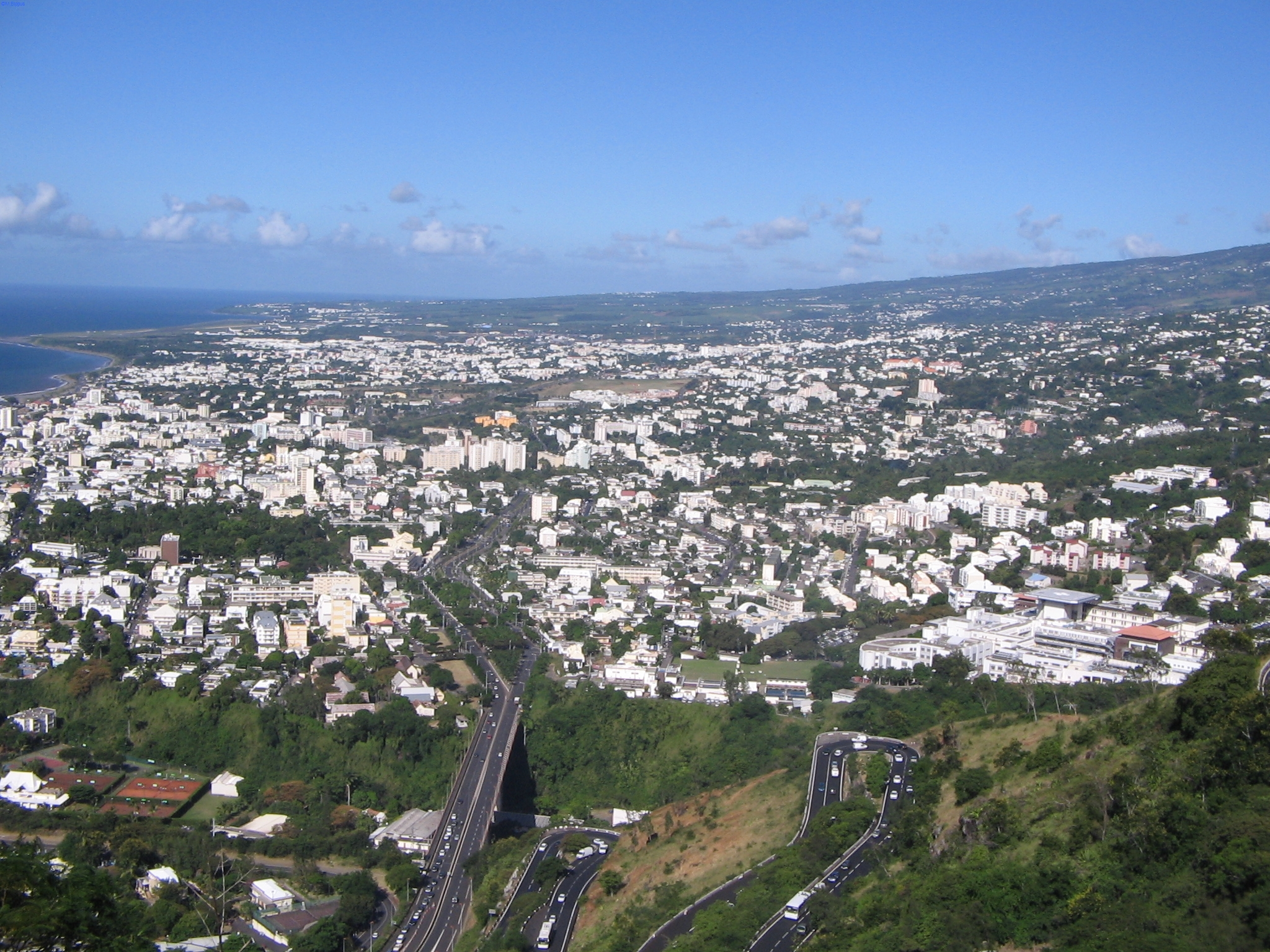
Saint-Denis
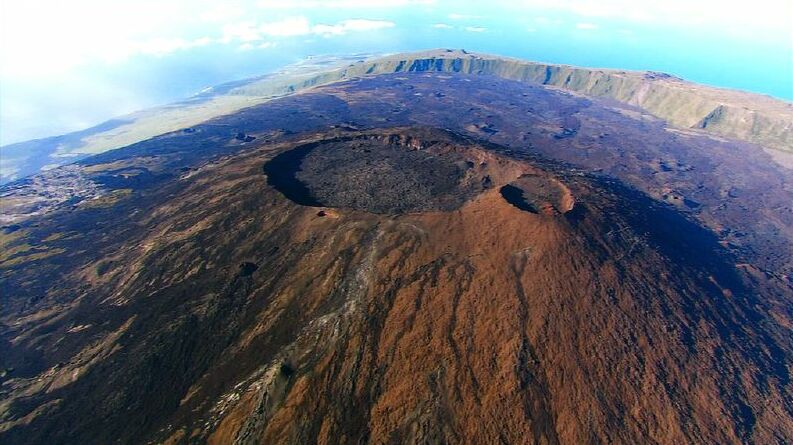
Piton de la Fournaise